# Marian Molenda

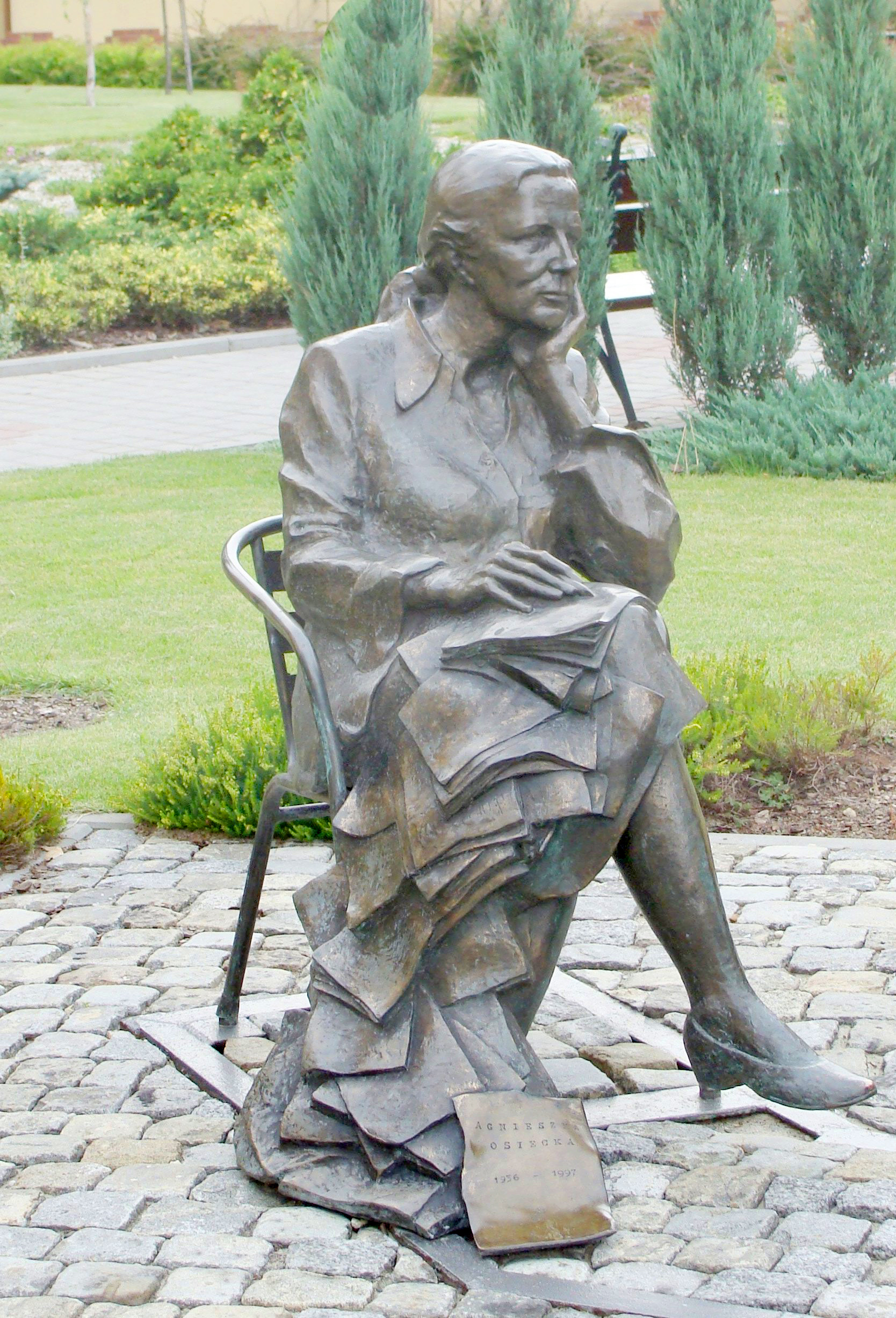
Pomnik Agnieszki Osieckiej w Opolu

Marian Molenda (ur. 24 marca 1958 w Baranowie) – polski rzeźbiarz, wykładowca akademicki.
Ukończył Państwowe Liceum Sztuk Plastycznych w Nałęczowie. W 1983 ukończył studia na Wydziale Rzeźby Państwowej Wyższej Szkoły Sztuk Plastycznych w Gdańsku w pracowni profesora Franciszka Duszeńki. Przez następne dwa lata był stypendystą ministra kultury i sztuki. Obronił następnie doktorat, później uzyskał stopień doktora habilitowanego nauki o sztukach pięknych. W 2013 otrzymał tytuł profesora.
Kieruje pracownią rzeźby na Wydziale Sztuki Uniwersytetu Opolskiego. Poza rzeźbą (głównie monumentalną), wykonuje prace z zakresu malarstwa sztalugowego i rysunku. Miał ponad 25 wystaw indywidualnych, brał także udział w kilkudziesięciu wystawach zbiorowych.
W 2009 został odznaczony Krzyżem Kawalerskim Orderu Odrodzenia Polski.